# Kaplar Frenki
Kaplar Frenki јe 62. epizoda seriјala Mali rendžer (Kit Teler) obјavljena u Lunov magnus stripu br. 174. Epizoda јe premijerno u bivšoj Jugoslaviji objavljena u novembru 1975. godine. Imala 82 stranice i koštala 6 dinara (1,15 DEM; 2,95 $). Izdavač јe bio Dnevnik iz Novog Sada. Ovo je 1. deo duže priče koja se nastavlja u LMS-175.

## Originalna epizoda
Originalna epizoda počela je da se objavljuje izašla јe premijerno u Italiјi u izdanju Sergio Bonnelli Editore u #61. u decembru 1968. pod nazivom Tragica fine (Tragičan kraj), a kasnije je nastavljena u svesci pod nazivom L'albero della morte (Drvo obešenih) u januaru 1969. godine kao #62. Koštala јe 200 lira. Epizodu je nacrtao Birađo Balzano (Biragio Balzano), a scenario napisao Andrea Lavezolo.

## Kratak sadržaj
Nakon što je unapređen u čin kaplara, Frenki zajedno sa Kitom kreće na vanredno odsustvo. Na putu nailaze na obešenog čoveka za kojeg saznaju da se zove Piter Hornung. On je već treći stanovnik Grinlenda koji je u poslednjih nekoliko nedelje obešen o isto drvo. Kit naslućuje da između obešenih postoji veza, te sa Frenkijem kreće u Grinlend u kome Frenk sreće svog starog prijatelja Freda „mucavca“ koji se sada bavi izradom sanduka za mrtvace. Kit i Frenki uzimaju sobu u gostionici i stiču utisak da među meštanima Grinlenda vlada strah, te da ih svi izbegavaju. Po povratku u sobu zatiču anonimno pismo, koje im sugeriše da se o obešenima raspitaju u trgovini.
Narednog dana, na sahrani Pitera Hornunga, Kit i Frenki saznaju da je Piter bio analfabeta, te da je pokušavao da nauči da čita. Šerif ih obaveštava da su i prva dvojica obešenh bili analfabete, te da sam 15% stanovnika Grinlenda zna da čita. Zbunjeni ovom činjenicom, njih dvojica posećuju trgovca Hendersona, koji im priča o prokletstvu Astersovih. Pre pet godina nekoliko stanovnika Grinlenda (među njima Hornung) greškom su ubili Astersove, oca i starijeg sina, misleći da su pljačkaši. Mlađi sin je preživeo i sada svi veruju da se on sveti stanovnicima koji su učestvovali u ubistvu tako što će glavne krivce obesiti za isto drvo. Henderson verue da ceo grad ne želi da govori o tome, jer pati od kolektivne krivice i ne želi da se podseća nemilih događaja od pre pet godina. Dok im to priča, Kit primećuje da se u susednoj prostoriji neko nalazi. Tamo zatiču gradskog beležnika Herb Drenka. Kit veruje da ih je Herb prisluškivao, ali nema za to dokaze. (Herb Drenk, međutim, takođe ima nejasnu prošlost, jer je pre 15 godina iz kuće beležnika Stiva Gardnera opljačkao 200.000 $. Za ubistvo je optužen Dareč Morezbi, ali nikada nije nađen.)

## Novi crtač Balzano
Ovo je prva službena Balzanova epizoda Mačog rendžera. Samim tim, ovo je prva epizoda u serijalu u kojoj crtač nije Gamba. Birago Balzano je dobio čast da bude taj prvi samostalni crtač koji je prekinuo Gambin monopol.

## Reprize
Ova epizoda reprizirana je u okviru serije If edizione br. 31. Tragičan kraj, i u br. 32. Blago u aprilu i julu 2015. godine. Ova edicija reprizira se u Hrvatskoj. Broj 31. izašao je u martu, a br. 32. u junu 2019.

## Prethodna i naredna epizoda
Prethodna epizoda bila je Trubadur iz Oklahome (#171), a naredna Poverljivo pismo (#175).